# Belagerung von Rhodos (1522)

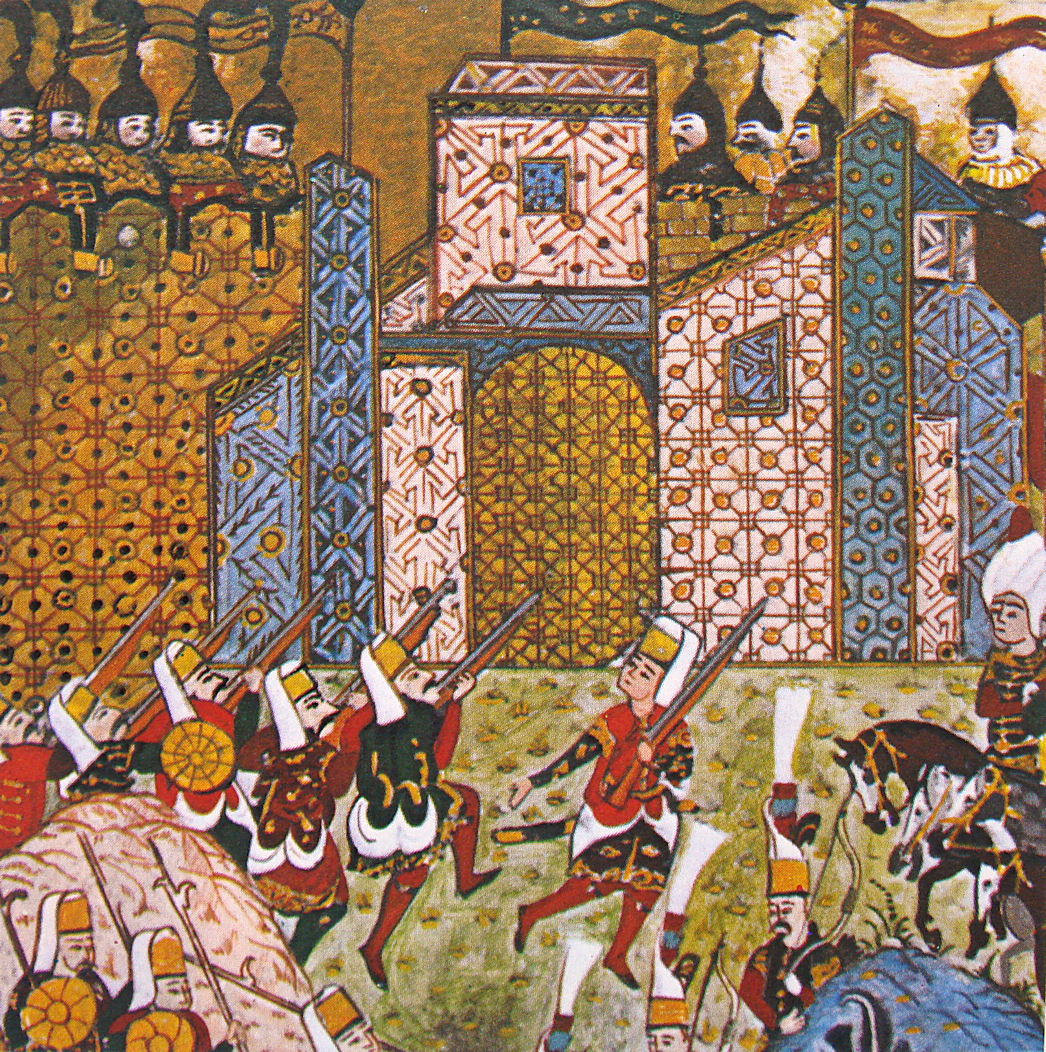
Angreifende Janitscharen und verteidigende Johanniter bei der Belagerung von Rhodos 1522

Die Belagerung von Rhodos durch die türkischen Osmanen begann am 26. Juni 1522 und endete am 1. Januar 1523 mit dem Abzug der Johanniter von der Insel.

## Historischer Hintergrund
Während der Kreuzzüge waren mehrere geistliche Ritterorden entstanden, so auch der Johanniterorden. Nach der Räumung Palästinas durch die Kreuzritter ließen sich die Johanniter 1291 auf Zypern nieder, unterwarfen jedoch bis 1309 die Insel Rhodos, die zu ihrem neuen Stützpunkt wurde. Von dort aus unternahmen die Schiffe der Johanniter Angriffe auf muslimische Flotten im östlichen Mittelmeerraum und kontrollierten den dortigen Seehandel.
Seit dem 11. Jahrhundert und vor dem Hintergrund der Mongoleneinfälle, verstärkt seit dem 13. Jahrhundert, waren zentralasiatische Turkvölker nach Anatolien eingewandert, wo sie das Reich der Seldschuken begründeten. Nach dessen Zerfall entstand zu Beginn des 14. Jahrhunderts unter dem namensgebenden Herrscher Osman I. das Osmanische Reich. Bis zur Mitte des 15. Jahrhunderts gelang den türkischen Osmanen die Eroberung des stark geschwächten Byzantinischen Reiches, die mit dem Fall Konstantinopels 1453 nahezu abgeschlossen war. In der Folgezeit dehnten die Osmanen ihr Reich immer weiter aus, wovon auch die Ägäischen Inseln betroffen waren. In der Ägäis konnte sich neben einigen von Venedig und Genua gehaltenen Stützpunkten auch Rhodos gegen die Türken behaupten. Bereits 1480 kam es zur Belagerung von Rhodos durch ein türkisches Heer, welche jedoch scheiterte. In den darauf folgenden Jahren expandierte das Osmanische Reich noch weiter und eroberte 1517 Ägypten. Zwischen Konstantinopel und der ägyptischen Küstenstadt Alexandria bestand zwar nun für die Osmanen eine ununterbrochene territoriale Verbindung, aber der Seeweg nach Ägypten nahm deutlich weniger Zeit in Anspruch, dieser wurde jedoch durch die Johanniter auf Rhodos gestört, weshalb die Insel erneut zum Ziel osmanischer Invasionspläne wurde. Im Juni 1522 machte sich eine große osmanische Flotte auf den Weg nach Rhodos.

## Verlauf der Belagerung

### Ausgangslage

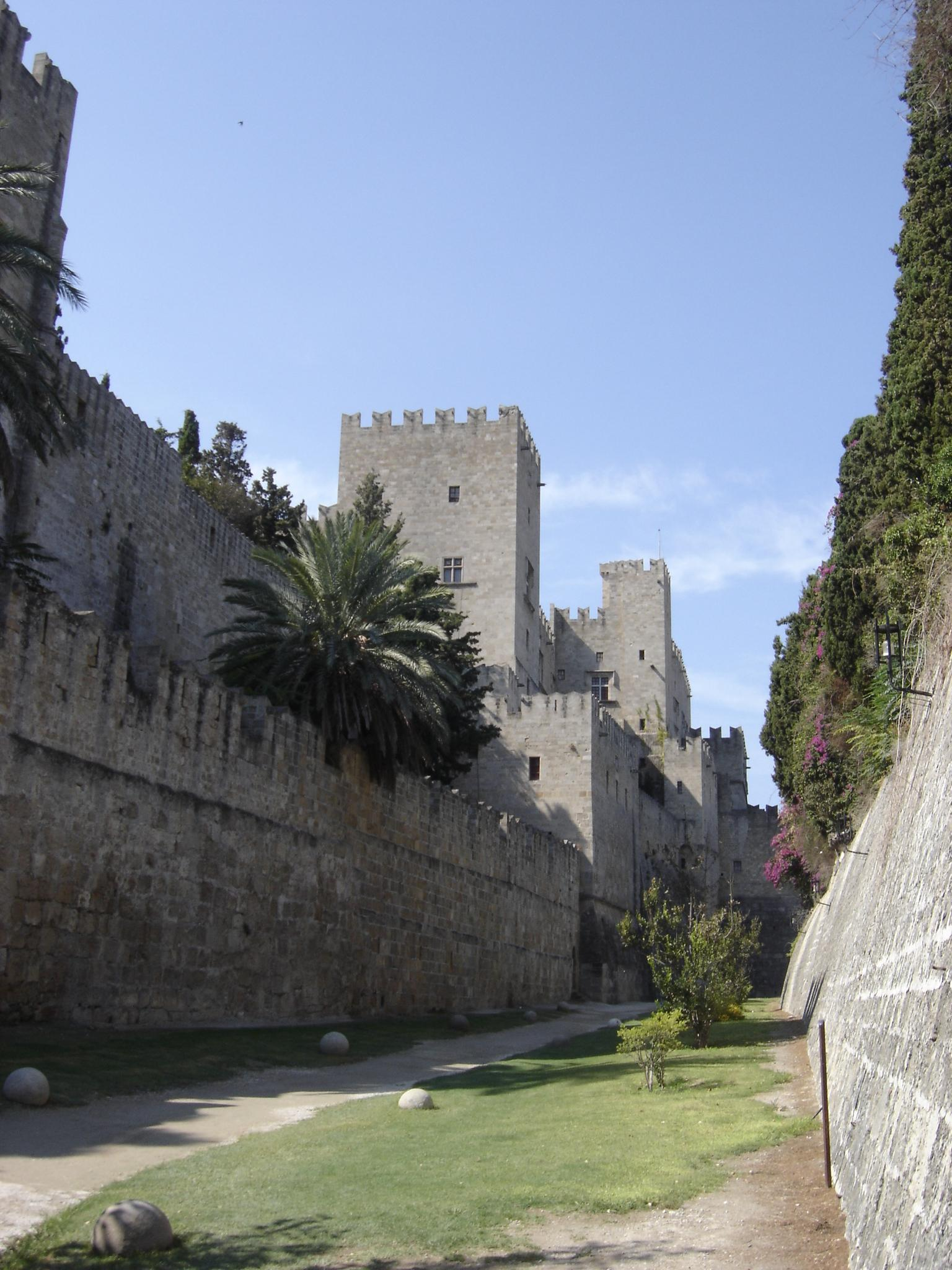
Teil der Befestigungsanlage rund um die Stadt Rhodos (2005)

Am 26. Juni 1522 erschienen fast 300 osmanische Schiffe vor Rhodos, von denen aus zahlreiche Soldaten an Land gingen. Das Invasionsheer war möglicherweise bis zu 160.000 Mann stark und umfasste eine Elite-Truppe von etwa 10.000 Janitscharen. Die osmanischen Kriegsschiffe begannen die Belagerung mit der Blockade des Hafens von Rhodos. Die Johanniter hatten die Befestigungsanlagen der Stadt Rhodos seit der Belagerung von 1480 und einem Erdbeben im Jahre 1481 stark ausbauen und erweitern lassen. Ein doppelter, teilweise sogar dreifacher Ring aus massiven Mauern sowie mehrere besonders große Rondelle schützten Rhodos. Die Hafeneinfahrt wurde durch eine große Kette versperrt, hinter der in sicherer Entfernung die Flotte der Johanniter postiert war. Die Johanniter unterteilten die Mauern der Stadt in mehrere Abschnitte, für deren Verteidigung die jeweiligen „Zungen“ des Ordens verantwortlich waren. Der Nordwesten der Stadt wurde von den französischen Ordensrittern verteidigt, neben denen die Deutschen Stellung bezogen. Es folgten die Abschnitte der Ordensritter aus der Auvergne, Spanien, England und der Provence. Der südöstliche Abschnitt wurde von den Italienern verteidigt. Insgesamt umfasste die Garnison der Stadt mit ihren 180 Ordensrittern und deren Gefolge, Söldnern und Einheimischen eine Stärke von wenigen Tausend Mann. Befehligt wurden die Streitkräfte des Ordens von Großmeister Philippe de Villiers de l’Isle-Adam.

### Erste Sturmangriffe
Die osmanische Artillerie (Topçu) ging sofort dazu über, die Stadt von drei Seiten unter Geschützfeuer zu nehmen. Am 28. Juni traf Sultan Süleyman I. auf der Insel ein, um persönlich das Kommando über seine Truppen zu übernehmen. Die heftige Kanonade fügte den massiven Mauern der Stadt nur sehr langsam Schäden zu. Wochenlang wurden mehrere Sturmangriffe von den Belagerten abgewiesen, wobei die Belagerer schwere Verluste hinnehmen mussten. Am 24. September erfolgte der bis dahin mit Abstand größte Sturmangriff, mit dem den osmanischen Truppen beinahe das Eindringen in die Stadt gelang. Die Johanniter schlugen den Angriff jedoch zurück, wobei mehrere Tausend anatolische Soldaten und Janitscharen ihr Leben ließen. In den folgenden Wochen setzte das osmanische Heer den Beschuss fort und führte weitere Sturmangriffe durch, ohne dabei Erfolge zu erzielen.

### Verrat und Verhandlungen
Am 27. Oktober 1522 stellten die Johanniter fest, dass der Großkanzler des Ordens, André do Amaral, einen seiner Diener damit beauftragt hatte, insgeheim Botschaften in das osmanische Lager zu feuern. Beide Männer wurden deshalb des Hochverrats bezichtigt und hingerichtet. Die Kämpfe um die Stadt tobten weiterhin, bis die Lage für die Verteidiger gegen Ende des Jahres immer aussichtsloser wurde, zumal sie nicht mit dem Eintreffen eines Entsatzheeres rechnen konnten. Für den 11. bis 13. Dezember wurde ein Waffenstillstand vereinbart, um so Verhandlungen zu ermöglichen. Die von den Osmanen geforderte Kapitulation der Stadt wurde abgelehnt, so dass die Kämpfe wieder aufflammten. Durch einen neuen Sturmangriff am 17. Dezember wurde den Johannitern der so genannte Turm von Spanien zwischen dem Abschnitt der Auvergner und Spanier entrissen. Da eine weitere Verteidigung der Stadt nun nahezu sinnlos geworden war, kapitulierten die Johanniterritter am 22. Dezember 1522 unter der Bedingung, dass ihnen freier Abzug gewährt wurde. Am 1. Januar 1523 verließen die Ordensritter und mit ihnen mehrere Tausend Einheimische über den Seeweg Rhodos und begaben sich nach Kreta.

## Resultat
Die Belagerung von Rhodos endete mit einem Erfolg für die Osmanen, doch hatten sie dafür äußerst schwere Verluste hinnehmen müssen. Die Eroberung von Rhodos war für das Osmanische Reich ein wichtiger Schritt auf dem Weg zur vollständigen Herrschaft über das östliche Mittelmeer. Die Johanniter ließen sich nach ihrer Vertreibung von Rhodos zunächst auf Kreta nieder, bis 1530 Malta zu ihrem neuen Stützpunkt wurde. Seit diesem Zeitpunkt bürgerte sich für den katholischen Zweig der Johanniter die neue Bezeichnung Malteserorden ein. Von Malta aus setzten sie ihre Angriffe auf muslimische Städte und Schiffe fort, weshalb es bereits 1565 zur Belagerung von Malta durch die Osmanen kam. Diese scheiterte jedoch an den neuartigen Festungsanlagen, welche unter den Johannitern auf Malta errichtet worden waren.

## Dokumentarfilm
- Rhodos – Die Vertreibung des Johanniterordens. (= Mythos Belagerung. Staffel 2, Folge 2). 44 Min. Ein Film von Sophie Scala. Deutsche TV-Premiere: 18. März 2023 bei ZDFinfo.[1]